# آنگلیای شرقی
آنگلیای شرقی (انگلیسی: East Anglia) منطقه ای در شرق انگلستان است.  که شامل شهرستان‌های نورفولک و سافولک و کمبریج شایر است که گاهی بخش‌هایی از اسکس نیز در آن گنجانده شده است. این نام از  پادشاهی آنگلوساکسون‌ها در  آنگلیای شرقی گرفته شده است. مردمی که نام آن‌ها به «آنگلیا» ( آنگلن کنونی) برمی‌گردد، منطقه‌ای که امروزه در شمال آلمان قرار دارد. آنگلیا شرقی اساساً منطقه‌ای روستایی است و بیشتر شامل زمین‌های هموار یا با ارتفاع پست و زمین کشاورزی می‌باشد. این منطقه به خاطر زیبایی طبیعی چشمگیرش شناخته می‌شود که با دریای شمال ساحل طولانی دارد و یکی از ده پارک ملی انگلستان به نام «برودز» را در خود جای داده است.. بزرگ‌ترین شهر در منطقهٔ آنگلیا شرقی نوریچ نام دارد.